# Mauwa
Mauwa (nep. मौवा) – gaun wikas samiti we wschodniej części Nepalu w strefie Meći w dystrykcie Panchthar. Według nepalskiego spisu powszechnego z 2001 roku liczył on 944 gospodarstw domowych i 5294 mieszkańców (2684 kobiet i 2610 mężczyzn).